# Bonifatius (Unternehmen)
Die Bonifatius GmbH ist ein Druck- und Verlagsunternehmen mit Sitz in der ostwestfälischen Kreisstadt Paderborn. Es wurde 1869 gegründet und hat ein katholisches Verlagsprogramm.

## Geschichte
Bonifatius wurde 1869 aus dem christlichen Umfeld heraus in Paderborn gegründet. Er begann mit dem Verlegen von Büchern, Zeitschriften und Broschüren, insbesondere von Lebenshilfen. Ende des 19. Jahrhunderts wurden auch antisemitische Pamphlete wie Der Mauscheljude und Christenschutz – nicht Judenhatz verlegt. In den 1950er Jahren erweiterte der Verlag sein Programm um wissenschaftliche und populäre Literatur mit Schwerpunkt Ökumene. Später trat die westfälische Landesgeschichte hinzu. Partner des Verlages sind das Erzbistum Paderborn und das Johann-Adam-Möhler-Institut für Ökumenik. 
Das Signet des Unternehmens wurde 2016 durch Pia Gätjen, Bielefeld gestaltet.

## Unternehmen

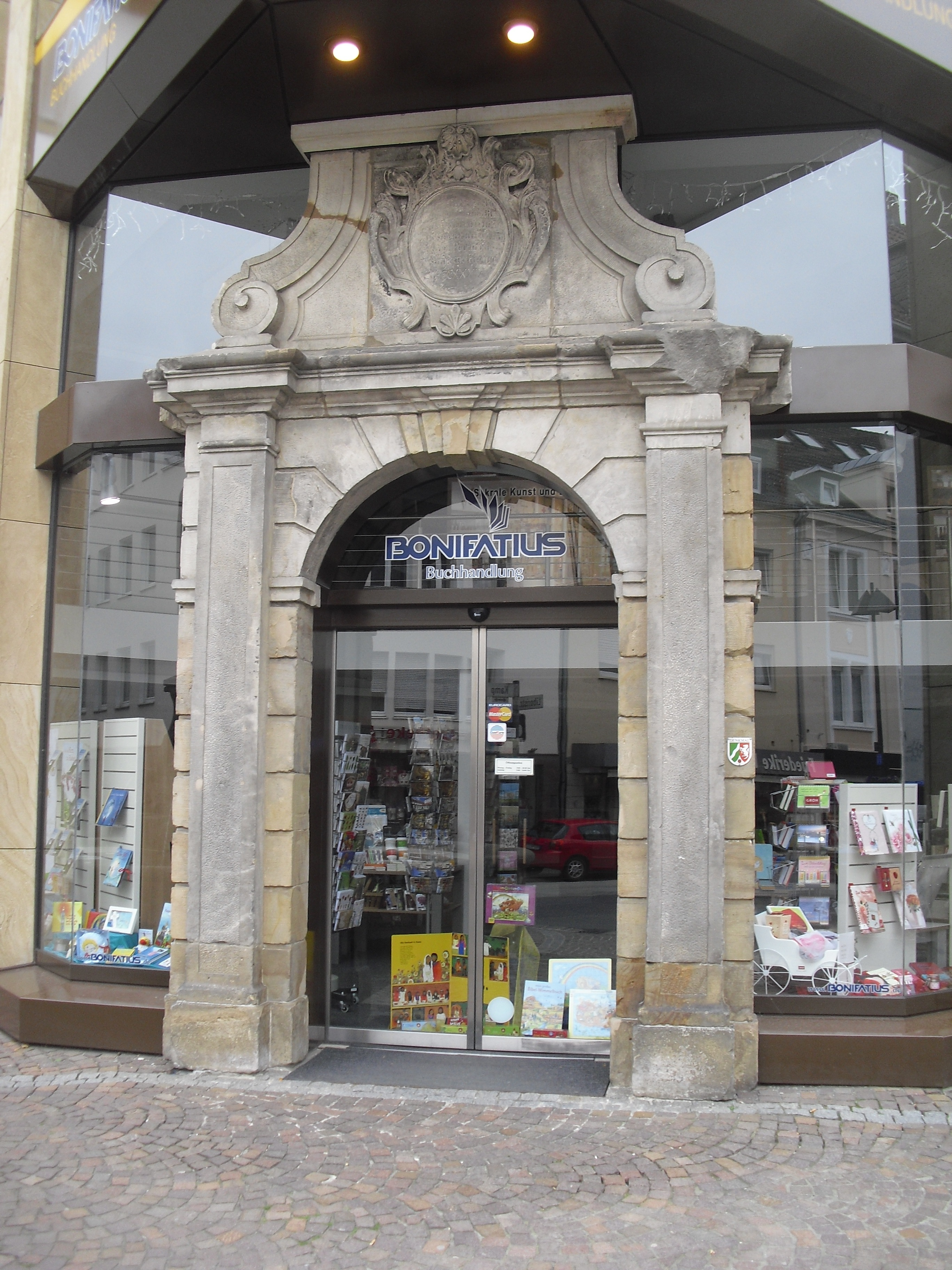
Bonifatius-Buchhandlung

Das Unternehmen ist tätig in den Geschäftsfeldern
- Bonifatius-Druckerei als vollstufige Druckerei
- Bonifatius Mediengestaltung mit ACREDO CMS
- der Bonifatius-Buchverlag, Paderborn
- die Bonifatius-Buchhandlung, katholische Buchhandlungen in Dortmund und Paderborn
- Der Dom, Kirchenzeitung des Erzbistums Paderborn sowie regionale Kirchenmagazine

## Programm
Das Verlagsprogramm umfasst Religion, Theologie, Ökumene, Kirchenmusik, Regionalliteratur (inklusive Wanderkarten) sowie Non-Books.
Zu den Autoren gehören u. a. Ulrich Auffenberg, Georg Austen, Ulrike Böhmer, Alfred Herrmann. Josef Holtkotte, Peter Klasvogt, Michael Kunzler, Peter Schallenberg und Heinrich Wullhorst.